# Chad Morgan
Chadwick William Morgan (Wondai, 11. veljače 1933. – Gin Gin, 1. siječnja 2025.) bio je australski country-pjevač i gitarist poznat po svom vodviljskom stilu komičnih country, western i folk pjesama, istaknutim zubima i luckastom scenskom imidžu. Što se tiče njegove prve snimke, bio je poznat kao "The Sheik of Scrubby Creek".
U veljači 2024. Morgan je objavio svoje povlačenje nakon posljednjeg nastupa na turneji Farewell to Australia 21. travnja 2024., u dobi od 91 godine.